# Norbert Kamp
Norbert Kamp (* 24. August 1927 in Niese, Lippe; † 12. Oktober 1999 in Braunschweig) war ein deutscher Historiker und ab 1979 Präsident der Georg-August-Universität Göttingen.

## Leben
Norbert Kamp wurde 1927 in Niese als Sohn von Valerie Kamp, geborene Steier, und des Tischlermeisters Otto Kamp geboren und studierte von 1949 bis 1955 an der Universität Göttingen. Nach der dort erfolgten Promotion mit einer Arbeit über königliche Münzstätten und königliche Münzpolitik der Stauferzeit bei Percy Ernst Schramm war er von 1957 bis 1961 Stipendiat am Deutschen Historischen Institut Rom. Von 1961 bis 1969 war er wissenschaftlicher Assistent der Universität Münster. Dort habilitierte er sich 1969 und wurde Privatdozent. Nachdem er von 1969 bis 1970 an der TU Berlin tätig gewesen war, wurde er 1970 ordentlicher Professor für mittelalterliche Geschichte an der TU Braunschweig, wo er 1972 als Dekan amtierte und 1974 bis 1975 Dekan der Philosophischen Fakultät war. Von 1975 bis 1976 war er Prorektor und 1976 bis 1978 Rektor der Universität. Von 1979 bis 1992 leitete er als Präsident die Universität Göttingen. Trotz seiner amtlichen Verpflichtungen fand er immer wieder Zeit, auf internationalen Kongressen in Italien zur staufischen Geschichte Süditaliens zu sprechen und seine Beiträge zu veröffentlichen. Seit 1979 war er ordentliches Mitglied der Braunschweigischen Wissenschaftlichen Gesellschaft.
Bereits in seiner Dissertation setzte sich Kamp mit einem Thema der Stauferzeit auseinander. Die Schwerpunktsetzung auf das staufische Süditalien ist eine Folge seiner Stipendiatentätigkeit in Rom. Die Dissertation aus dem Jahr 1957 wurde erst 2006 veröffentlicht und von Ernst Schubert in seinen letzten Lebensjahren redaktionell für die Publikation bearbeitet. Die Bedeutung der Arbeit liegt in einer konsequenten Verbindung numismatischer Quellen mit den Schriftzeugnissen. Die aktive Münzpolitik Kaiser Friedrichs I. konnte Kamp als „eine integrative Funktion im Gesamtzusammenhang der auf die Aufrichtung königlicher Landesherrschaft zielenden Territorialpolitik“ herausstellen. Sein Hauptwerk ist Kirche und Monarchie im staufischen Königreich Sizilien, von dem nur der erste, prosopographische Teil über die Bischöfe veröffentlicht werden konnte. Dieses sei freilich ein „Monumentalwerk“, dem man „eine regelrechte histoire totale der sakral-kirchlichen Basis des friderizianischen Staats“ verdanke. Hinzu kommen zahlreiche Aufsätze, die Personen und Strukturen des normannisch-staufischen Reichs behandeln.
Sein wissenschaftlicher Nachlass wird am Deutschen Historischen Institut Rom aufbewahrt und in einem von der Gerda Henkel Stiftung geförderten Projekt erschlossen.
Norbert Kamp war katholisch, ab 1958 mit der promovierten Rosemarie Kamp, geborene Füllner, verheiratet, hatte drei Kinder (Hermann, Lorenz und Dorothee) und lebte in Braunschweig-Stöckheim.

## Schriften (Auswahl)
- Moneta regis. Königliche Münzstätten und königliche Münzpolitik in der Stauferzeit (= Monumenta Germaniae Historica. Schriften. Bd. 55). Hahn, Hannover 2006, ISBN 3-7752-5755-1 (Teilweise zugleich: Göttingen, Universität, Dissertation, 1957).
- Kirche und Monarchie im staufischen Königreich Sizilien. Bd. 1: Prosopographische Grundlegung. Bistümer und Bischöfe des Königreichs 1194–1266 (= Münstersche Mittelalter-Schriften. Bd. 10, 1, Teil 1–4). 4 Bände. Fink, München 1973–1982:
  - Band 1: Abruzzen und Kampanien. 1973;
  - Band 2: Apulien und Kalabrien. 1975, Digitalisat;
  - Band 3: Sizilien. 1975, ISBN 3-7705-1294-4, Digitalisat;
  - Band 4: Nachträge und Berichtigungen, Register und Verzeichnisse. 1982, ISBN 3-7705-2026-2, Digitalisat.
- Die Georgia Augusta und der Staat (= Göttinger Universitätsreden. Heft 66). Vandenhoeck & Ruprecht, Göttingen 1980, ISBN 3-525-82618-4.